# کاتالین ماکرائی
کاتالین ماکرائی (مجاری: Makray Katalin؛ زادهٔ ۵ آوریل ۱۹۴۵) ژیمناست سابق اهل مجارستان است.